# 楊幹才
楊幹才（1900年9月1日—1949年4月24日 †），原名楊臣棟，四川省廣安縣人，川軍將領，中華民國陸軍中將。1949年於第二次國共內戰的蕪湖戰役中身陷重圍而自戕成仁。

## 生平

### 早年
楊氏先祖世居湖南省衡陽，清中葉時遷至四川廣安，世代耕讀傳家。父楊漢民，邑库生，隱德不曜。楊幹才國中畢業後即赴叔祖楊森於瀘縣開辦的講武堂就讀，於結業後分發至其叔祖的部隊擔任少尉排長，其後陸續升遷為連長、營長。1925年其叔祖戰敗出走離開四川，楊遂隨叔祖途經宜昌前往武漢，見機再回四川參戰，期間任職川軍第二十軍第一混成旅副旅長兼三團團長，復升為陸軍第二十軍一三四師四〇二旅旅長。

### 投身抗日
1937年8月13日中國抗日戰爭打響、淞滬會戰爆發，川軍第二十軍自貴州赴上海參戰，楊率該軍八〇三、八〇四團在大旗鎮、薀藻浜地方與日軍苦戰數個晝夜。隔年10月出任第二十軍一三四師的師長，次年4月10日領少將軍銜。1941年隨軍轉戰湖南參加第三次長沙會戰，擔任長沙市外圍第一線的防守任務。後期戎守贛湘邊區，期間曾赴重慶中央訓練團受訓，期滿即返前線。1942年7月任副軍長，隔年9月升任軍長，22日升為陸軍中將。

### 戡亂殉國
1946年，國民政府統一軍隊編制，第二十軍改組為整編第二十師，由楊幹才擔任師長。同年秋前往山東於棗莊同解放軍對陣，後入沂蒙山作戰半年。隔年7月，共軍華東野戰區的兩個縱隊圍攻楊駐守的滕縣，楊幹才率全師據守兩個月。同年9月，楊率部到河南，同解放軍展開拉鋸戰。年底面對敵營進攻，與解放軍激戰三日直至對方撤軍。白崇禧前往慰問，楊於1948年6月兼任第十兵團司令、8月兼任第十四兵團副司令。該年秋共軍解放襄樊，楊幹才率整編二十師前往重新組織民團，並厲行連坐、部署設防，期間政府綬予楊幹才三等寶鼎勳章，嘉許其部署之設防工事有功於國。同年11月，國防部將編制師恢復為軍，楊幹才復任第二十軍軍長。

淮海戰役後，楊幹才調任南京衛戍總部滁縣指揮所主任，1949年2月奉命於蕪湖、魯港、三山等地擔負防守任務。4月20日，共軍自上游渡江包圍蕪湖，楊於22日奉命南撤。24日楊幹才於灣沚戰役苦戰，所率第二十軍軍直、134師全部、133師、保安四旅、第九十九軍各一部，共計13,000餘人盡數為共軍所殲，楊見無力突圍已然大勢已去，舉槍殉國。副軍長陳新民、副參謀長胡顯榮、第134師師長李介立及其侍從副官雷振來等人被共軍俘虜。7月26日，中華民國政府追晉楊幹才為陸軍上將。

1969年3月，核定入祀國民革命忠烈祠。

## 評價
- 1951年蔣中正於陽明山宣講《軍人魂》，特別褒講楊幹才的殉國事蹟：「我講這一段話，我自己覺得非常慚愧，而且認為是平生最大的恥辱，想不到我們國民革命軍的官長，尤其是高級將領，氣節蕩然，廉恥道喪，竟到了這種程度。大家知道：整個大陸這樣廣大的版圖，就在去年不到八個月的時間，竟喪失淨盡，這是何等可痛可恥的事！我們有三百萬以上的大軍，擔任高級將領的不下數千人，在那種盜寇憑陵，大陸沉陷的大失敗之中，而其能臨難殉職，慷慨成仁的，竟只有楊幹才軍長和廖定藩師長二人；其餘不是臨陣逃亡，就是被俘或投降，這可說是把本黨五十年來的革命光榮，和中國五千年來的民族歷史完全斷送了。這不僅是一般將領的恥辱，而是整個黨國的恥辱；而我個人因為領導無方，使一般部屬寡廉鮮恥，到了這種地步，尤為慚愧萬分！」[7]